# 羅馬 (密西西比州)
羅馬（英語：Rome）是位於美國密西西比州森弗勞爾縣的非建制地區。

## 歷史
羅馬的郵局自1892年營運至今。

## 地理
羅馬所處的海拔為高於海平面45米（即148英呎），而該地所採用的時區為UTC-6，即北美中部時區（CST）。同時該地設有夏令時間，為UTC-6調快一小時，即UTC-5（CDT）。